# Casa Fodor

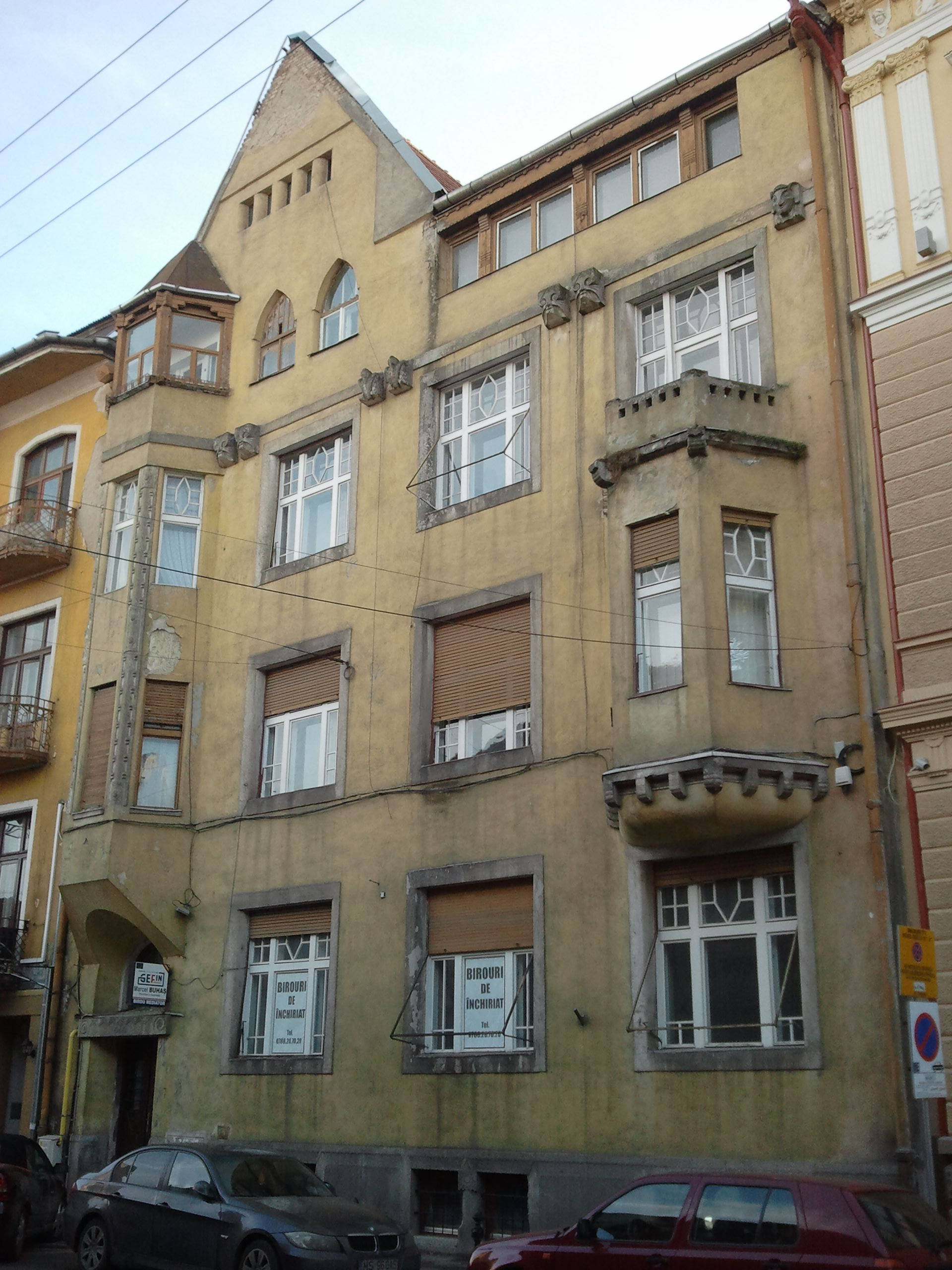
Casa Fodor

Casa Fodor din Oradea, județul Bihor a fost realizată în 1910 de Mende Valer. Ea se înscrie în categoria imobilelor cu un puternic specific local dar și internațional al arhitecturii orădene de la sfârșitul secolului al XIX-lea și începutul secolului al XX-lea.
Clădirea are 3 etaje și mansardă, elementele de decorație din planul fațadei fiind ceva mai reduse, frumoasă proporționare dintre goluri și plin conferă clădirii o înaltă ținută estetică. Astfel de elemente sunt bovindoul de deasupra porții de acces, cel din cealaltă extremitate, precum și timpanul triunghiular amplasat parțial deasupra bovindoului principal.